# Opel Manta
Opel Manta (укр. Опель Манта) — легковий автомобіль фірми Opel, що випускався з січня 1970 по 1988 рр. Всього виготовлено 1.056.436 автомобілів.

## Opel Manta A (1970–1975)

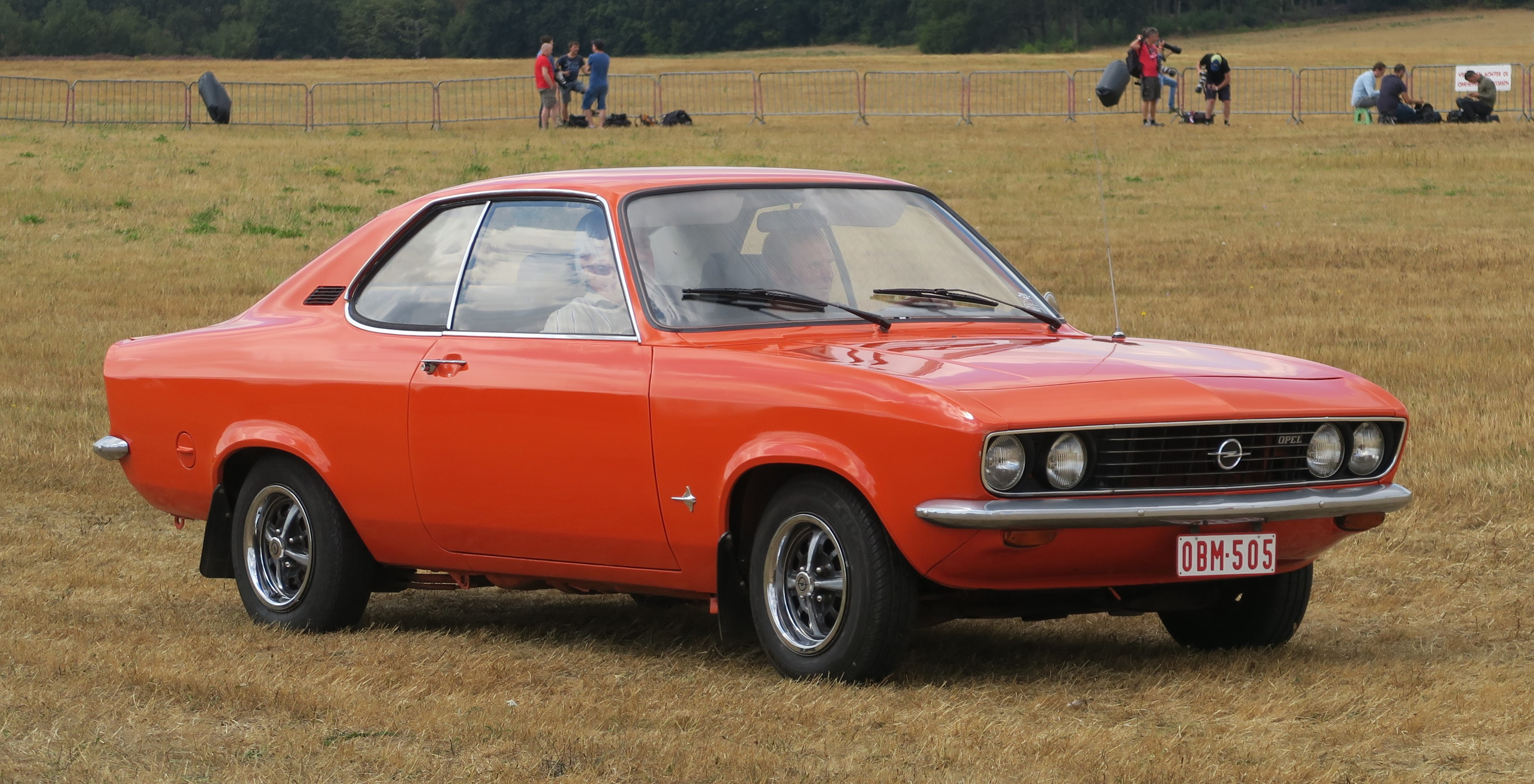
Opel Manta A

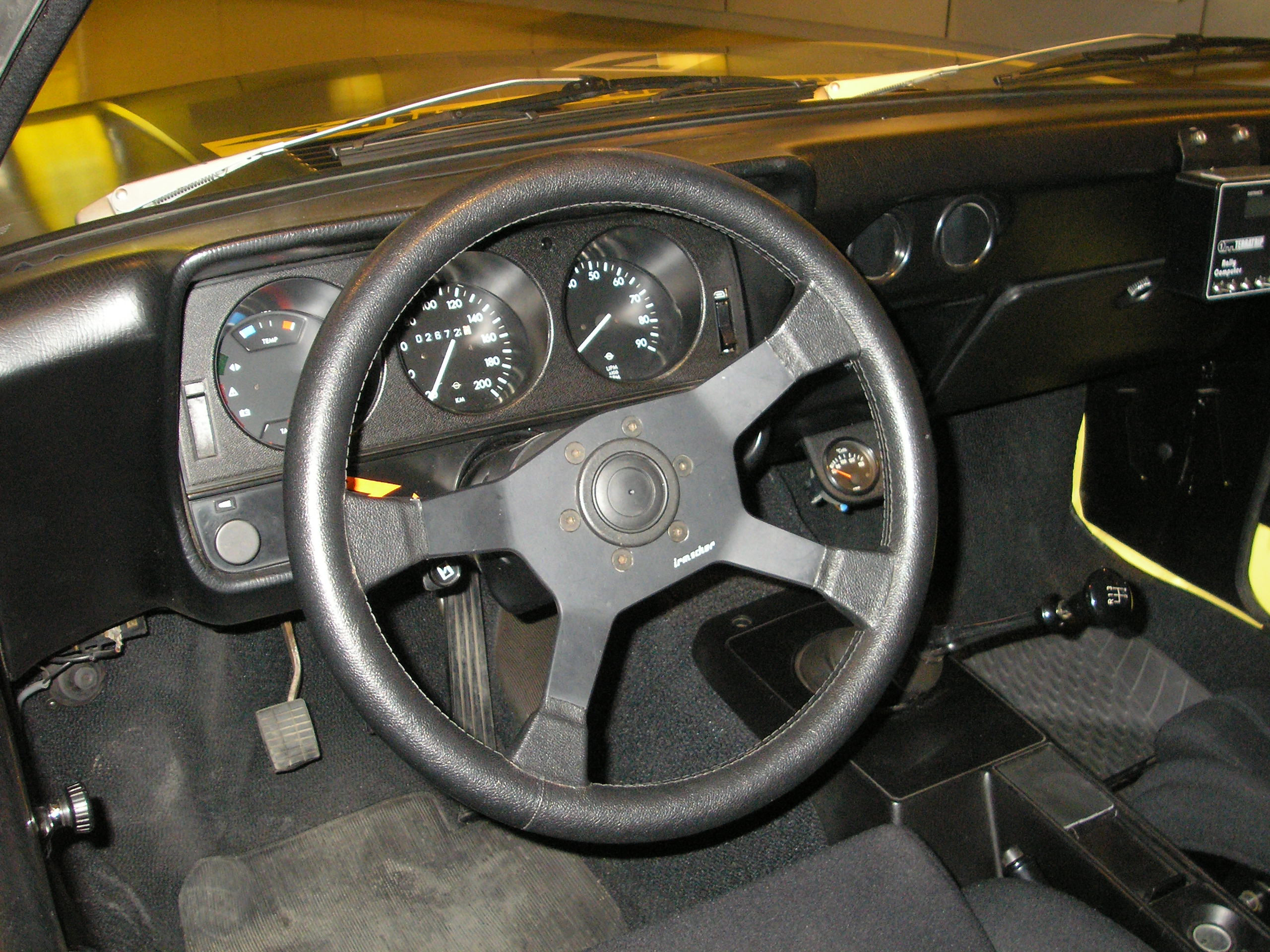

Опель Манта А з'явився на конвеєрі Опеля у вересні 1970 року. І відразу став дуже популярним. Спорт-купе Манта стала відповіддю Опеля на модель Ford Capri. Кузов Манти, побудований за схемою купе 2+2, прикрашали попереду і ззаду стильні здвоєні круглі ліхтарі. Гамма моторів — карбюраторні бензинові, об'ємом 1.6 л (68 к.с.) і 1.9 л (105 к.с.), які агрегатувалися з механічною коробкою передач. Трохи пізніше — в 1974 році в гаму моторів був доданий інжекторний двигун 1.6 i (80 к.с.) Вага автомобіля — 950 кг. Розміри: 4292 х 1626×1355 мм. Паралельно, невеликою партією випускалася модель з мотором 1.9 (90 к.с.)
Варіанти комплектацій: L і SR (Sport) під назвою Berlinetta. Останні відрізнялися капотом, пофарбованим в чорний колір, спортивним кермом і штатним тахометром.
Максимальна швидкість — версія 1.6 S — 154 км/год, 1.6 GT / E — 164 км/год, 1.9S — 188 км/год.
Базова ціна моделі — від 8.269 німецьких марок.
Крім заряджених спортивних версій з 1972–1975 року випускався інший варіант купе Манта, з карбюраторним двигуном від Кадета С — 1.2 (60 к.с.) З таким мотором Манта могла розганятися до 150 км/год. і важила 930 кг. З таким мотором випускалися комплектації «Стандарт» і L. Кузови цих Мант відрізнялися розмірами 4445 х 1670×1330 мм і подовженою колісною базою — 2518 мм. Стандартне оснащення цих машин було трохи краще і машини позиціонувалися як більш представницькі. У вигляді переважала велика кількість хрому. Передні гальма у всіх Мант — дискові, задні — барабанні. Карбюратори — від фірми Solex.
Базова ціна — від 8.528 марок.

### Двигуни

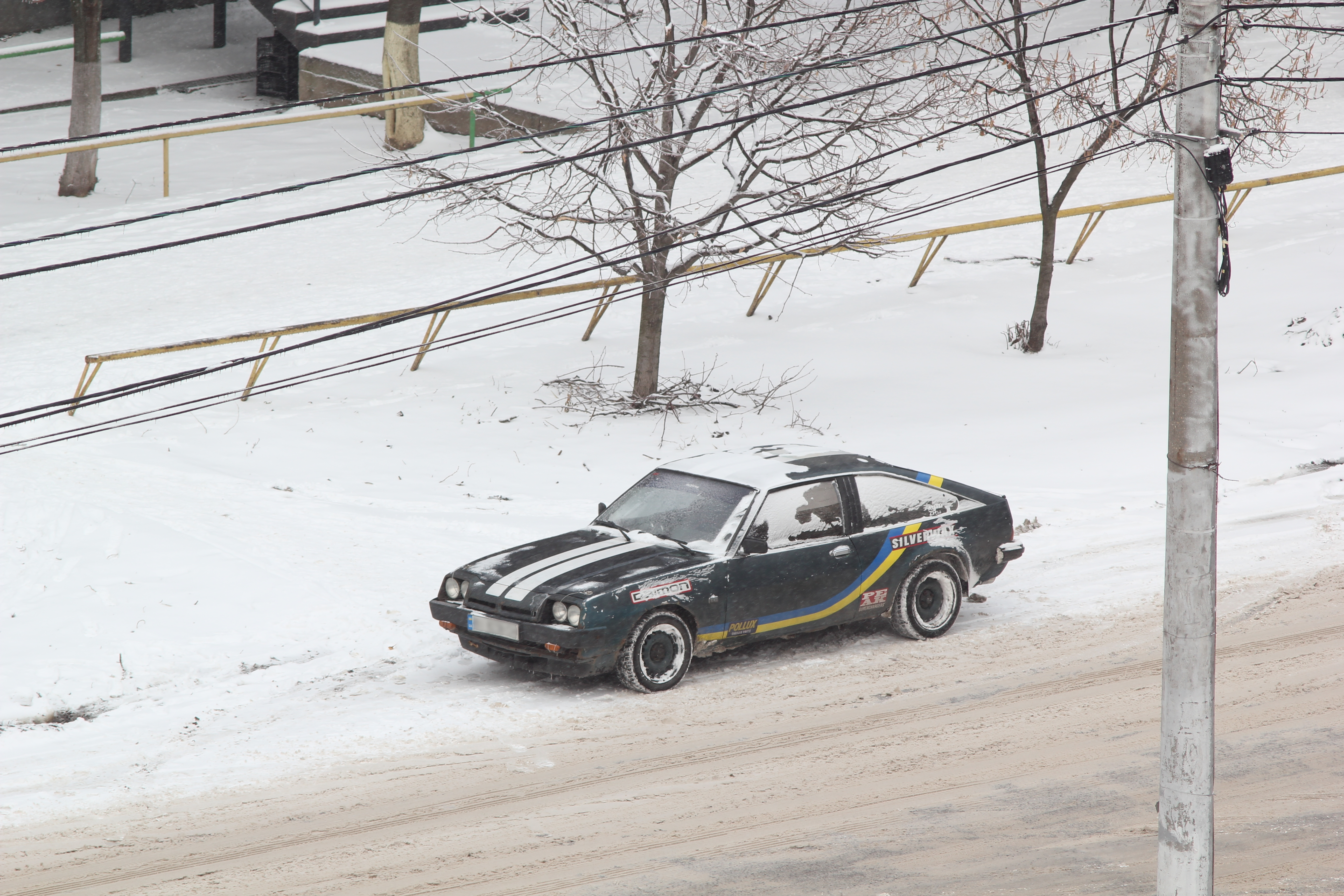
Opel Manta взимку

- 1.2S 60 к.с.
- 1.6N 68 к.с.
- 1.6S 75 к.с.
- 1.9S 90 к.с.
- 1.9E 105 к.с.

## Opel Manta B (1975–1988)

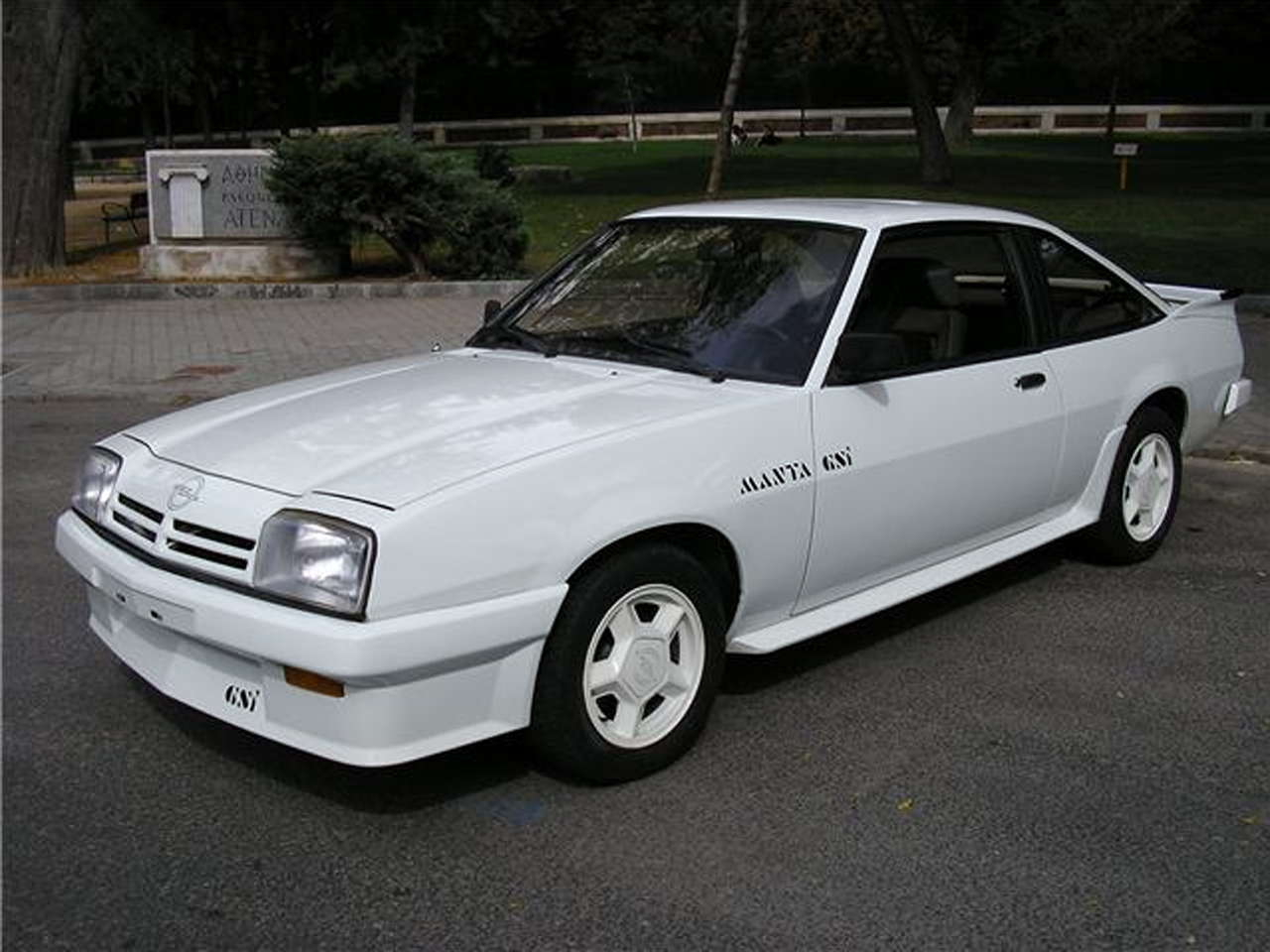
Opel Manta B

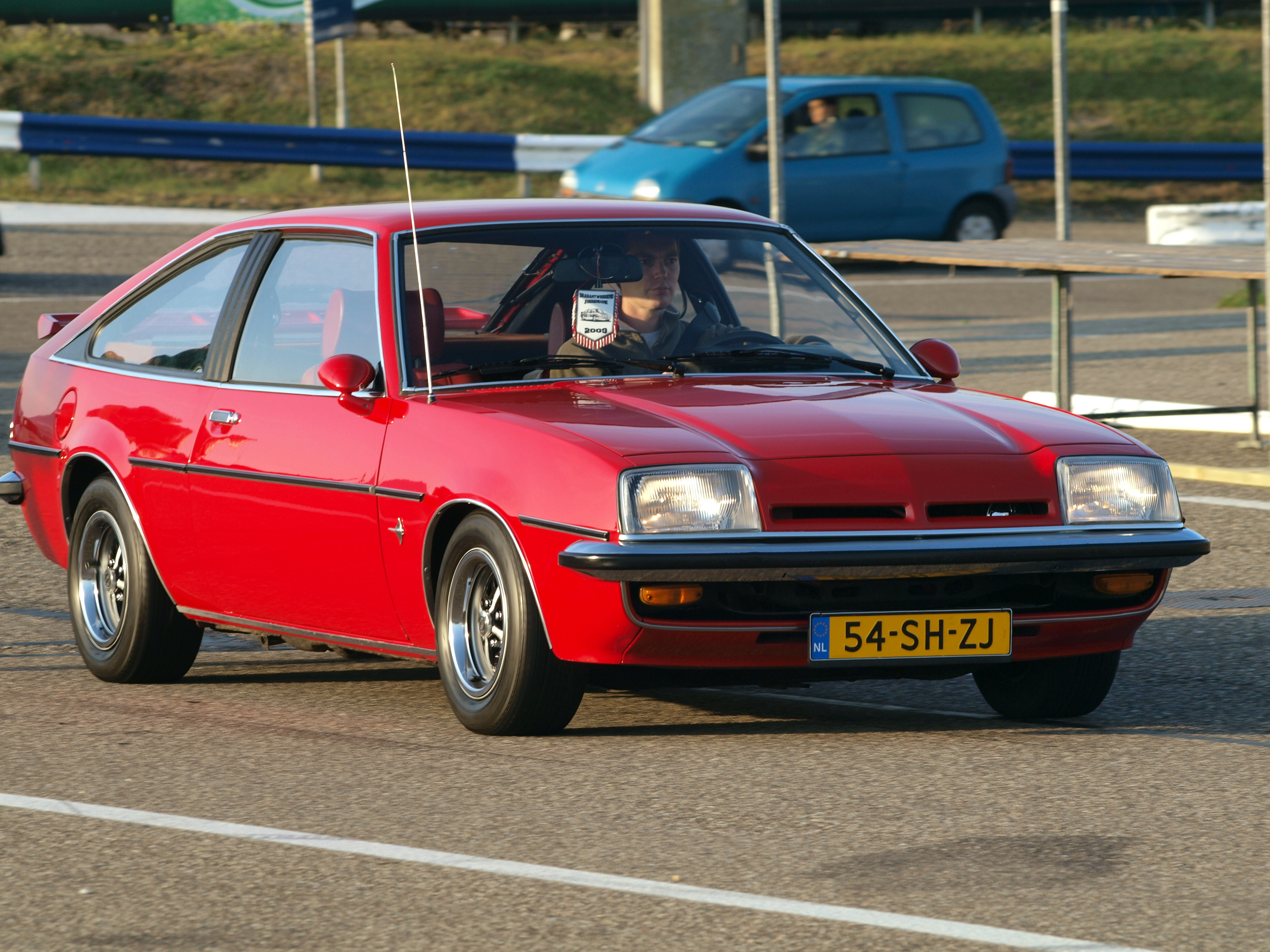
Opel Manta B CC

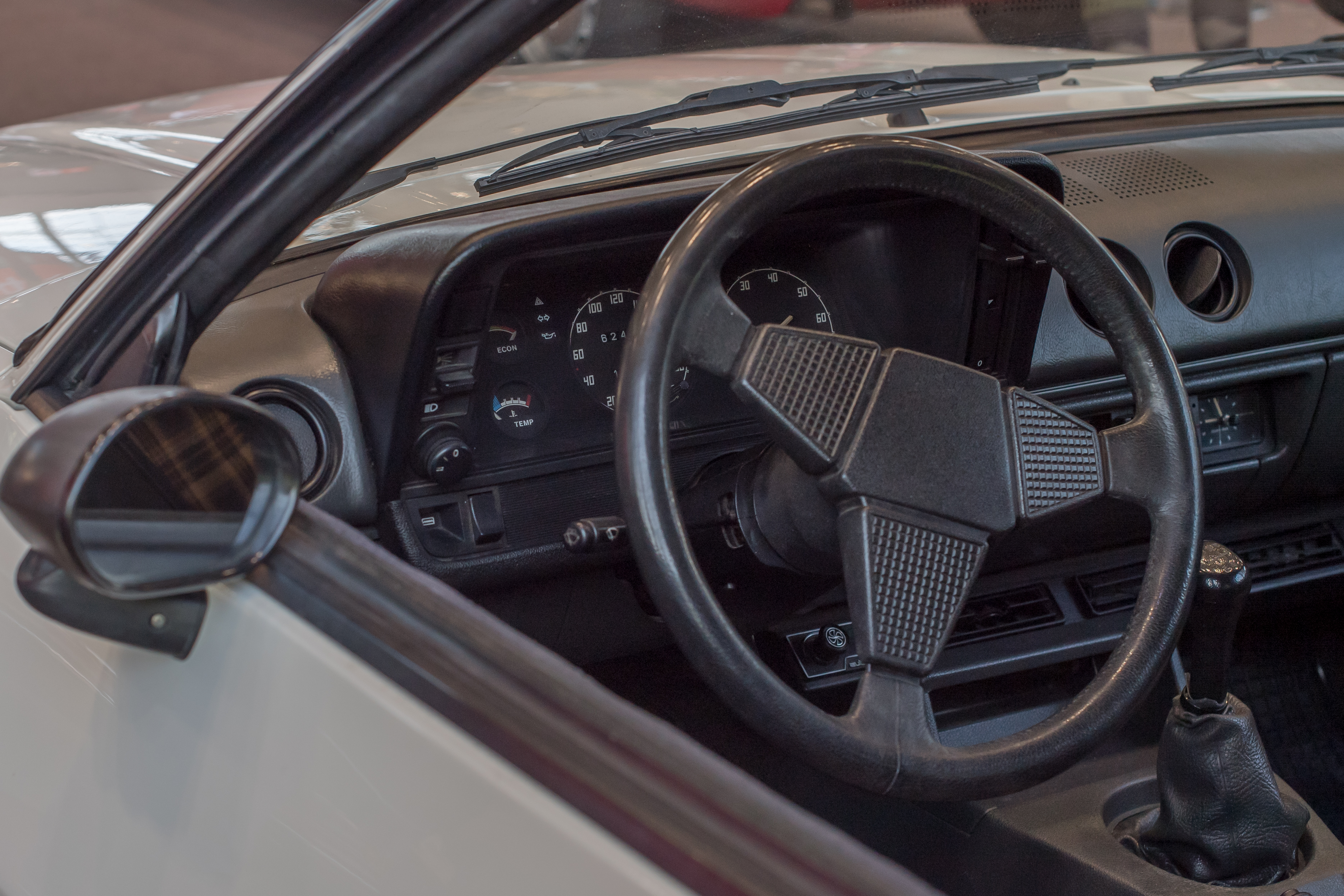

В 1975 році модель Манта Б замінила на конвеєрі попередню Манту. Кузов модернізували (провели омолодження). Змінилося вирішення передка. Круглі фари поступилися місцем квадратним. Розширилася й лінійка двигунів. Додалися карбюраторні двигуни 1.9 S (90 к.с.) і 1.9 N (75 к.с.). А з 1977 року — ще й вприсковий мотор 1.9 Е (105 к.с.), з яким Манта могла розігнатися до 187 км/год.
Базова ціна моделі з карбюраторним двигуном 1.9 S-від 11.756 німецьких марок, з інжекторним двигуном машина коштувала на 2.150 марок більше.
Карбюраторний двигун від Кадета С — 1.2 (60 к.с.) був доповнений версією мотора 1.6 (75 к.с.) А з 1979 року мотор 1.2 був замінений на 1.3. Мотори агрегатувалися з ручною чотириступінчастою КПП. Як і раніше випускалися комплектації «Стандарт», L, SR, Berlinetta.
Базова ціна c мотором 1.2 — від 10.600 марок, з мотором 1.6 — від 11.675 марок.
Найпотужнішими Мантами на той момент можна вважати моделі Opel Manta B GT / E Coupe. Ці комплектації оснащені двигунами 1.9 E (105 к.с.), 2.0 S (100 к.с.) або 2.0 Е (110 к.с.) Максимальна швидкість становила відповідно 185, 180 і 187 км/год. На ці моделі встановлювали спеціальні спортивні сидіння та спеціальні диски з легкого сплаву, на замовлення ставилася ручна п'ятиступінчаста КПП.
Базова ціна моделі з двигуном 1.9 Е — від 14.500 німецьких марок. Всього було виготовлено 224.762 примірників.
 1977 по 1986 рік випускалися Манти з карбюраторними двигунами 1.3S (75 к.с.), з 1978 по 1981 — 1.3N (60 к.с.) і з 1982 по 1988 — 1.8S (90 к.с.) Штатні колеса для Мант — 165 SR 13 або 185/70-HR13. Вага машини з таким мотором — близько 1000 кг.
Базова ціна з мотором 1.3 — від 14.620 марок, з мотором 1.8S — від 19.733 марок.
Варіант кузова Манти — хетчбек. Така модель називалася Opel Manta B Coupe CC. Дві букви СС в даному випадку означають Combi-Coupe. Такі варіанти випускалися дуже довго — з 1978 по 1988 рік. Ці комплектації оснащені двигунами 1.6 (75 к.с.) або 1.8S (90 к.с.), або 2.0S (100 к.с.) Максимальна швидкість становила відповідно 163 км/год. У всьому іншому ця модель була аналогічна іншим Манта сімейства. Остання Манта вийшла за ворота заводу в травні 1988 року, після чого була замінена через деякий час новим купе — Опель Калібра.
Інтер'єр автомобіля виконаний з якісних і практичних матеріалів. Панель управління Манта обшита міцним темним пластиком з полірованими дерев'яними вставками. Приладова панель від Ascona легка у використанні, з великими чіткими індикаторами (тахометром, вольтметром, термометром двигуна, покажчиком рівня палива в бензобаку і покажчиком тиску масла). Сидіння автомобіля обшиті тканиною, а внутрішня сторона дверей - дерматином. Серед особливостей інтер'єру виділяють стильні безрамні двері та аеродинамічні дзеркала, а також зручні ручки дверей з хромованою окантовкою. 

### Двигуни
- 1.2 л 12S OHV I4
- 1.3 л 13N/13S OHC I4
- 1.6 л 16N/16S CIH I4
- 1.9 л 19N/19S/19E CIH I4
- 2.0 л 20N/20S/20E CIH I4